# Christine Hardt
Christine Hardt war eine Lehrerin, Masseurin und Erfinderin. Sie meldete 1899 das erste deutsche Patent auf ein Frauenleibchen als Brustträger beim Kaiserlichen Patentamt an und gilt damit als eine der Erfinderinnen des Büstenhalters.

## Leben
Über das Leben von Christine Hardt ist nur wenig überliefert. Die Dresdnerin war Lehrerin für Heilgymnastik und arbeitete als Masseurin beim Arzt und Sanatoriumsbetreiber Heinrich Lahmann, der im Dresdner Stadtteil Weißer Hirsch sein Sanatorium betrieb.

## Erfindung des Büstenhalters

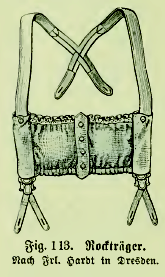
„Rockträger“ von Christine Hardt, 1899

Am 5. September 1899 meldete Hardt beim Kaiserlichen Patentamt ein „Frauenleibchen als Brustträger“ an. In der Patentschrift Nr. 110888 beschreibt sie Aufbau und Funktionsweise des Leibchens, das aus zusammengeknüpften Taschentüchern und Männerhosenträgern bestand: „Der Zweck dieses Leibchens besteht hauptsächlich darin, die Brüste aufrecht zu halten, ohne die Funktion einer gesunden Brust irgendwie zu beeinträchtigen.“
Sowohl Brustbehälter als auch Träger waren verstellbar und konnten an die Größe der Brust angepasst werden. Dadurch sollte gesundheitsschädlicher Druck auf die Brustorgane vermieden werden, wie es bei einengenden Korsetts der Fall war. Christine Hardts Erfindung wird auch heute noch als Vorläufer moderner BHs und als Beitrag zur Frauenbewegung gewürdigt.

## Ehrungen
Die Landeshauptstadt Hannover beschloss 2019, eine Straße im neuen Wohngebiet Kronsrode im Stadtbezirk Kirchrode-Bemerode-Wülferode nach ihr zu benennen.